# دویلون
دویلون (به لاتین: Düylün، به ارمنی: Դուգլին دوگلین) یک منطقه مسکونی در جمهوری آذربایجان است که در شهرستان اردوباد واقع شده است. دویلون ۷۸۷ نفر جمعیت دارد.